# 蒙福爾城堡
32°48′22.8″N 34°59′56.89″E / 32.806333°N 34.9991361°E

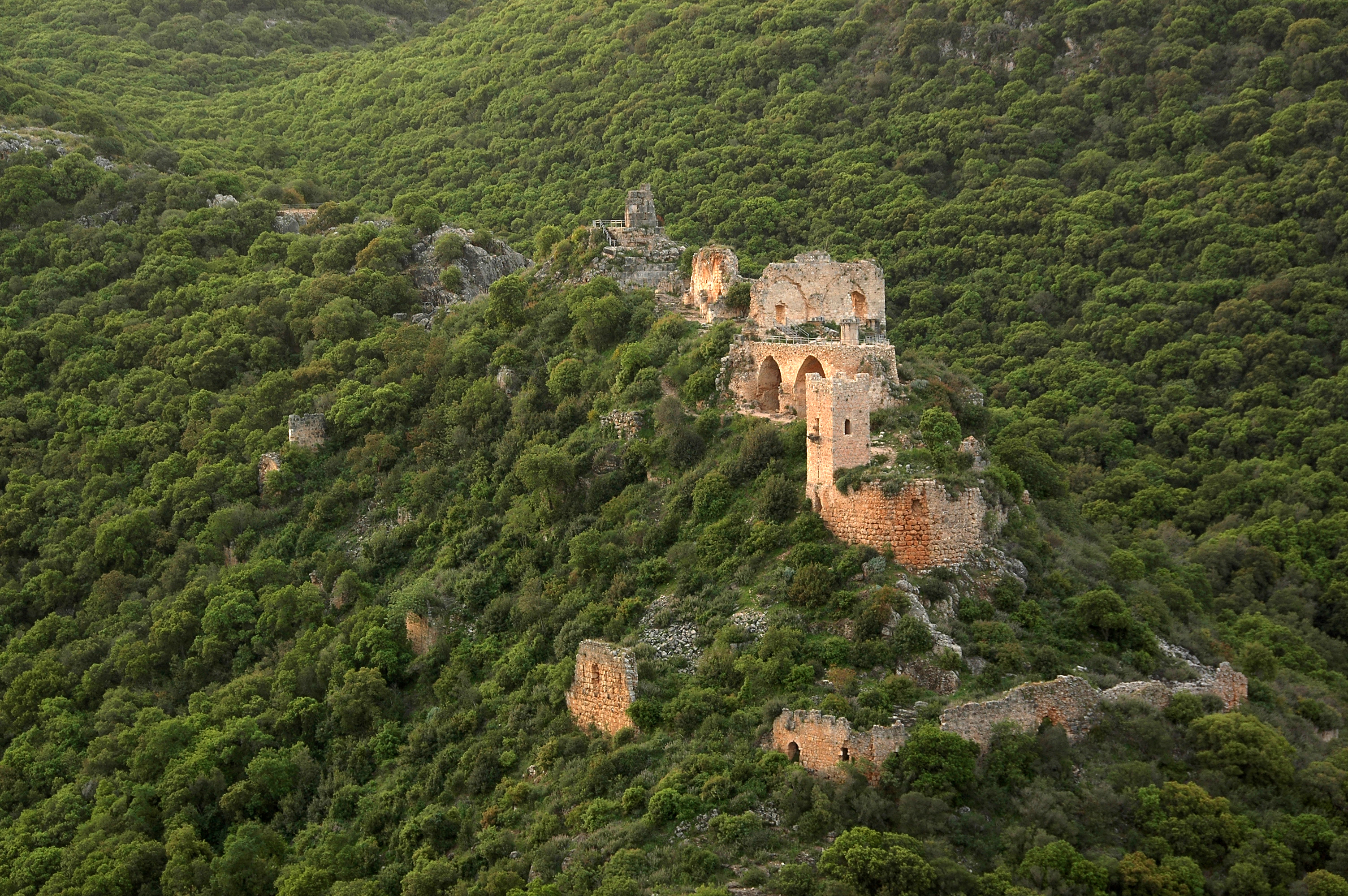

蒙福爾城堡（希伯來語：‎，Mivtzar Monfor）是一座位於以色列北部上加利利地區的十字軍城堡遺跡，地處海法東北22英里（35），以黎國境以南10英里（16）。城堡現在被劃入國家公園，是以色列遊客數最多的觀光景點之一。

## 外部連結
- 维基共享资源上的相關多媒體資源：蒙福爾城堡